# نادي مالمو
نادي مالمو لكرة القدم (بالسويدية:Malmö Fotbollförening) نادي كرة قدم سويدي يلعب في دوري الدرجة الممتازة. تم تأسيس النادي في سنة 1910 .